# Didymos den blinde

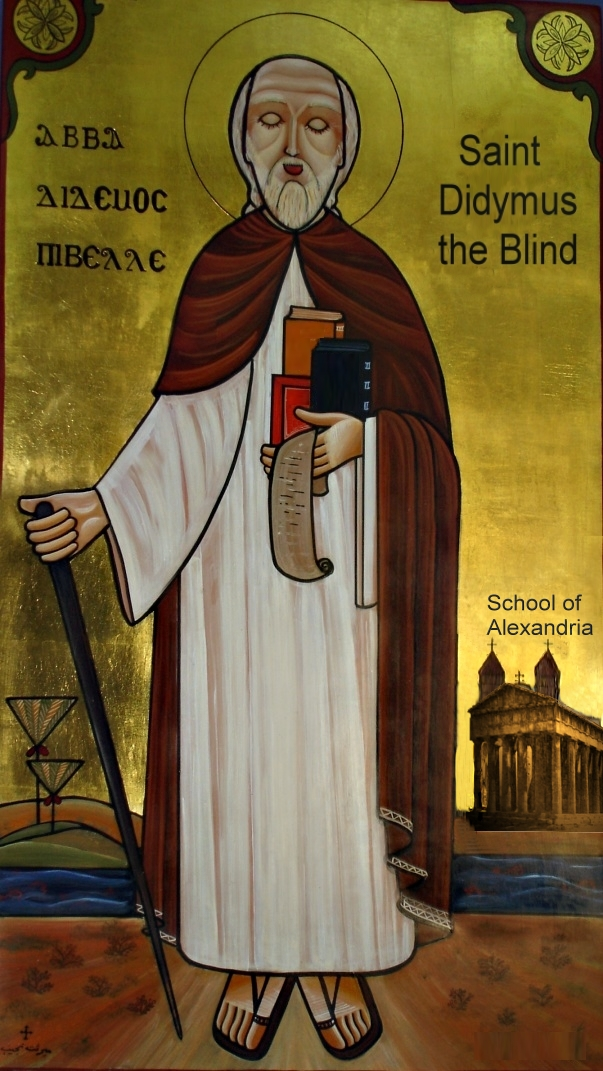
le:Didymos den blinde.

Didymos den blinde, född omkring 313 i Alexandria, död omkring 398, var en fornkyrklig teolog, en av den äldsta kyrkans lärdaste och kunskapsrikaste kyrkolärare.
Didymos förlorade redan i sitt femte år sin syn, vilket dock inte hindrade honom att förvärva sig en för hans tid ovanligt hög vetenskaplig bildning. Under nära nog ett halvt århundrade verkade han som föreståndare för den berömda kateketskolan i Alexandria i Origenes anda. Hieronymus, Rufinus av Aquileja, Palladius av Galatien och Isidoros av Pelusium med flera var hans lärjungar. Didymos var jämväl en utomordentligt produktiv skriftställare. Bland de av hans arbeten, som ännu finns i behåll, torde "Tre böcker om treenigheten" och skriften "Om den helige ande", ett av den gamla kyrkans bästa arbeten över detta ämne, vara de främsta.